# Championnats de France d'athlétisme 1973
Navigation
Championnats 1972 Championnats 1974
Les Championnats de France d'athlétisme 1973 ont eu lieu du 20 au 22 juillet 1973 au Stade Yves-du-Manoir de Colombes. Les épreuves combinées se déroulent les 14 et 15 juillet 1973 à Colombes.
Ce furent des championnats « passionnants », selon le journaliste du Miroir de l'athlétisme, Raymond Pointu, pendant lesquels six records de France auront été améliorés et un autre égalé.

## Palmarès
| Discipline        | Hommes                | Hommes          | Femmes                   | Femmes       |
| ----------------- | --------------------- | --------------- | ------------------------ | ------------ |
| 100 m             | Gilles Echevin        | 10 s 5          | Sylviane Telliez         | 11 s 3       |
| 200 m             | Lucien Sainte-Rose    | 21 s 0          | Sylviane Telliez         | 23 s 2       |
| 400 m             | Francis Demarthon     | 46 s 6          | Chantal Leclerc          | 53 s 9       |
| 800 m             | Marcel Philippe       | 1 min 46 s 5    | Martine Duvivier         | 2 min 05 s 5 |
| 1 500 m           | Jean-Louis Benoit     | 3 min 42 s 6    | Yolande Roche            | 4 min 24 s 2 |
| 3 000 m           | -                     | -               | Françoise Nicolas        | 9 min 56 s 0 |
| 5 000 m           | Jean-Claude Rampon    | 13 min 47 s 8   | -                        | -            |
| 10 000 m          | Lucien Rault          | 28 min 47 s 0   | -                        | -            |
| 20 km marche      | Gérard Lelièvre       | 1 h 33 min 11 s | -                        | -            |
| 100 m haies       | -                     | -               | Chantal Marin            | 14 s 0       |
| 110 m haies       | Guy Drut              | 13 s 7          | -                        | -            |
| 400 m haies       | Luc Baggio            | 50 s 8          | -                        | -            |
| 3 000 m steeple   | Gérard Buchheit       | 8 min 30 s 2    | -                        | -            |
| Saut en longueur  | Jean-François Bonhème | 8,19 m          | Odette Ducas             | 6,35 m       |
| Triple saut       | Bernard Lamitié       | 16,65 m         | -                        | -            |
| Saut en hauteur   | Paul Poaniewa         | 2,22 m          | Marie-Christine Wartel   | 1,77 m       |
| Saut à la perche  | Jean-Michel Bellot    | 5,20 m          | -                        | -            |
| Lancer du poids   | Yves Brouzet          | 20,20 m         | Léone Bertimon           | 16,16 m      |
| Lancer du disque  | Frédéric Piette       | 55,10 m         | Catherine Bazin          | 52,92 m      |
| Lancer du marteau | Vladimir Prikhodko    | 64,24 m         | -                        | -            |
| Lancer du javelot | Lolésio Tuita         | 78,48 m         | Clotilde Lambert         | 46,64 m      |
| Décathlon         | Yves Le Roy           | 8 140 pts       | -                        | -            |
| Pentathlon        | -                     | -               | Marie-Christine Debourse | 4 432 pts    |